# Amboy (Córdoba)
Amboy is een plaats in het Argentijnse bestuurlijke gebied Calamuchita in de provincie Córdoba. De plaats telt 168 inwoners.